# IC 4880
IC 4880 је спирална галаксија у сазвјежђу Телескоп која се налази на листи објеката дубоког неба у Индекс каталогу.
Деклинација објекта је - 56° 24' 35" а ректасцензија 19h 40m 30,8s. Привидна величина (магнитуда) објекта IC 4880 износи 13,4 а фотографска магнитуда 14,3. IC 4880 је још познат и под ознакама ESO 185-10, PGC 63508.